# Casa de Clyde Carter
La Casa de Clyde Carter es una residencia histórica ubicada en Ford City, Alabama, Estados Unidos. Construida en un momento de vasta especulación de tierras en el condado de Colbert, la casa representa el estilo ecléctico español de moda en ese momento que no se encuentra comúnmente en el sur rural profundo. La casa fue incluida en el Registro Nacional de Lugares Históricos en 2004.

## Historia
La casa fue construida en 1924, en medio de un período de especulación de tierras en The Shoals. En 1921, el industrial Henry Ford ofreció comprar dos plantas de nitrato de amonio (construidas para fabricar municiones, pero que Ford reutilizaría como fertilizante) y la presa Wilson parcialmente terminada del gobierno. Ford propuso más tarde construir una ciudad industrial que se extendiera por 75 millas (121 km) a lo largo del río Tennessee hasta Huntsville. Los desarrolladores comenzaron a comprar tierras de cultivo para construir subdivisiones y pueblos. Una empresa, Bernard Home Building Company, con sede en Baltimore, Maryland compró terrenos para desarrollar en un área que llamaron Ford City. Comenzaron la construcción de una casa, en estilo ecléctico español, antes de que Ford abandonara sus planes ante la oposición del Congreso.
La casa fue comprada en una subasta en 1930 por Clyde y Cleo Carter después de que el constructor incumpliera con la hipoteca. Carter terminó la casa y trabajó las tierras circundantes, plantando maíz y algodón, y finalmente adquirió 24 acres (10 ha). Debido a su proximidad a la presa Wilson, la casa fue una de las primeras en tener servicio eléctrico después de la Ley de Electrificación Rural. Después de la muerte de Clyde Carter en 1958, su esposa Cleo vivió en la casa hasta su muerte en 1972. Las hijas de los Carter fueron dueñas de la casa hasta 2000, cuando una nieta heredó la casa.

## Descripción
El estilo arquitectónico ecléctico español se exhibió por primera vez en la Exposición Panamá-California en San Diego en 1915. Bertram Goodhue, el diseñador de la exposición, combinó la arquitectura colonial española y el estilo misión con señales de otros estilos con vínculos con España, incluidos el bizantino, medieval, renacentista y barroco. El estilo se afianzó en los años posteriores a la Primera Guerra Mundial como una rama del estilo del neocolonial español más popular. Fue más visto en el sur de California y Florida, incluidas las casas construidas para la guionista Frances Marion, el director Cecil B. DeMille y el actor Charlie Chaplin.
La casa de Clyde Carter tiene un techo de parapeto plano, con una hilera decorativa de ladrillos. La fachada está revestida de estuco y la base está ranurada para imitar un acabado de piedra. La entrada principal tiene una luz lateral y está flanqueada por dos ventanas de un solo panel. La elaborada puerta de tormenta de metal y la balaustrada del porche delantero son señales obvias del estilo ecléctico español. Cuando Carter terminó la casa en la década de 1930, agregó un porche con hastial y techo a dos aguas; esto fue destruido en un tornado de 1972 y parcialmente cerrado con revestimiento de listones y tablas para crear una terraza acristalada. Una puerta cochera se extiende desde el lado sur de la casa, cubriendo un jardín con un cornejo y un jazmín confederado. El interior conserva sus puertas, zócalos y molduras de techo originales con paneles de madera.